# Kovács János (színművész)
Kovács János (Mezőkövesd, 1927. február 5. – Budapest, 1992. november 23.) Jászai Mari-díjas magyar színművész, érdemes és kiváló művész.

## Életpályája
„Nagyanyám, szegény, analfabéta öregasszony nevelt. A falunak nem volt színháza, de a vándorcirkuszt még nagyanyám is ismerte. Amikor felvettek a Színművészeti Főiskolára, a felvételi után hazamentem hozzá, mondtam nekí, na, nagyanyám, sikerült. Mégiscsak színész teszek! Jól van - mondta —, mindig tudtam, hogy ilyen cirokos tesz belőled. (Cirokosnak mondta a cirkuszosokat.) Csak arra vigyázz, hogy le ne essél!”

A legendás „Fényes szelek” nemzedék tagjaként 1947-ben jelentkezett a Horváth Árpád Színészkollégiumba. 1952-ben végzett a Színház- és Filmművészeti Főiskolán, ahol többek között Gellért Endre, Rátkai Márton, Somlay Artúr, Lehotay Árpád növendéke volt. Tanulmányai elvégzése után a Szegedi Nemzeti Színházhoz szerződött. Vendégként rendszeresen játszott a kaposvári Csiky Gergely Színházban is. Főleg humoros, gyakran groteszk alakokat formált meg. 1983-tól haláláig a Vígszínház művésze volt.

## Főbb színházi szerepei
- Molière: A fösvény... Cléante
- Makszim Gorkij: Kispolgárok... Nyíl
- George Bernard Shaw: Szent Johanna... Dunois
- Sárközy István – Benedek András – Semsei Jenő: Szelistyei asszonyok... Hunyadi Mátyás
- Jókai Mór: A kőszívű ember fiai... Tallérosy Zebulon
- Visnyevszkij: Optimista tragédia... Vajnonen tengerész
- Bertolt Brecht – Kurt Weill: Koldusopera... Bicska Maxi
- Arthur Miller: Az ügynök halála... Biff
- Fejes Endre: Rozsdatemető... Id. Hábetler
- Lerner: My Fair Lady... Doolitle

## Filmszerepei
| - Ütközet békében (1951) – Ferke - Föltámadott a tenger 1-2. (1953) – Nemzetőr - Isten őszi csillaga (1962) – Ignácz - Fügefalevél (1966) – Gérusz elvtárs - A veréb is madár (1968) - Kötelék (1968) - Tiltott terület (1968) - Imposztorok (1969) – Moravcsik - Szemüvegesek (1969) - Érik a fény (1970) – Sulyán - A legszebb férfikor (1971) – Trenka - Végre, hétfő! (1971) - Makra (1972) - Volt egyszer egy család (1972) – A nemzeti hadsereg másik tisztje - A dunai hajós 1-2. (1974) – Révkalauz - Holnap lesz fácán (1974) – Úszómester - Tűzgömbök (1975) - Kísértet Lublón (1976) – Novogranszki gróf - A közös bűn (1977) – Nádvágó - Apám néhány boldog éve (1977) - Dübörgő csend (1977) – Fúrómester - Ékezet (1977) – Kórustag - Magyarok (1977) – Kocsmáros - Csillag a máglyán (1978) - Fogjuk meg és vigyétek! (1978) – Prohászka, brigádvezető - A kis Valentinó (1979) - Koportos (1979) – Erdőőr - Korkedvezmény (1979) – A leváltott TSZ-elnök - Mese habbal (1979) – Egy katona Hernin ágyában - Vasárnapi szülők (1979) - Boldog születésnapot, Marilyn! (1980) – Csapos - Cserepek (1980) - Requiem (1981) – Rendőr az őrszobán - Csak semmi pánik (1982) – Kovács József - Egymásra nézve (1982) – Instruktor - Tizenhat város tizenhat leánya (1983) – Kornidesz - Higgyetek nekem! (1984) - Lutra (1985) – Halász - Érzékeny búcsú a fejedelemtől (1986) – Farkas Boldizsár - Laura (1986) - Miss Arizona (1988) – Negyedik nyomozó - A másik ember (1987) – Orvos - Hanussen (1988) - Soha, sehol, senkinek! (1988) - Túsztörténet (1988) - Halálutak és angyalok (1991) | - Egy óra múlva itt vagyok… (1971) – Dudás - Rózsa Sándor (1971) – Kotolár kapitány - Aranyborjú 1-3. (1973) – Kalácska elvtárs - Sztrogoff Mihály (Michel Strogoff) (1975) – Tzingos (1977-es magyar szinkron) - Nyúlkenyér (1977) - Petőfi (1977) – Főrend - A zárka (1978) - Histoire du chevalier Des Grieux et de Manon Lescaut (1978) – Kapitány - Illetéktelenek (1978) - Látástól vakulásig (1978) – TSZ-elnök - Les grandes conjurations 1-6. (1978) - Zokogó majom 1-5. (1978) – Dudás, főszerkesztő - Gombó kinn van (1979) - Tizenhat város tizenhat leánya (1979) - Fekete rózsa (1981) - Frère Martin (1981) - Négy csend között a hallgatás (1981) - Viadal (1981) - Három szabólegények (1982) – Főbíró - Mint oldott kéve (1982) – Simunich - Varázstoll (1982) - Bajuszverseny (1983) - Faustus doktor boldogságos pokoljárása 1-10. (1983) - Klapka légió (1983) - Lapzárta előtt (1983) - Lógós (1983) - Rohamsisakos Madonna (1983) – Zágony István tanácstitkár - Kispolgárok (1985) – Besszemov - Majd belejössz Pistám (1985) - Szembesítés eredménytelen (1985) – Ossie Vauden - Nyolc évszak 1-8. (1987) – Szamosvölgyi - Zsarumeló (1987) – Soós - Bujdosó András számonkérése (1987) - Barbárok (1988) – Redozubov - Tiszazug (1991) – Vágó - Kutyakomédiák 1-3. (1992) – Lajos, ex-párttitkár |

## Szinkronszerepei
| Év   | Cím                                            | Szereplő | Színész     | Szinkron év |
| ---- | ---------------------------------------------- | -------- | ----------- | ----------- |
| 1947 | Átkozottak                                     | N/A      | N/A         | 1962        |
| 1956 | 80 nap alatt a Föld körül (2. magyar szinkron) | Kapitány | Jack Oakie  | 1989        |
| 1974 | A Bika jegyében                                | N/A      | N/A         | 1983        |
| 1980 | Az istenek a fejükre estek                     | Sam Boga | Louw Verwey | 1984        |

## Rádiójáték
- Füst Milán: Őszi vadászat -Az apa- (1983)[6][7][8]

## Díjai, elismerései
- Jászai Mari-díj (1965)
- Érdemes művész (1977)
- Kiváló művész (1982)